# Palaemnema picicaudata
Palaemnema picicaudata là loài chuồn chuồn trong họ Platystictidae. Loài này được Kennedy mô tả khoa học đầu tiên năm 1938.